# قوس بحري

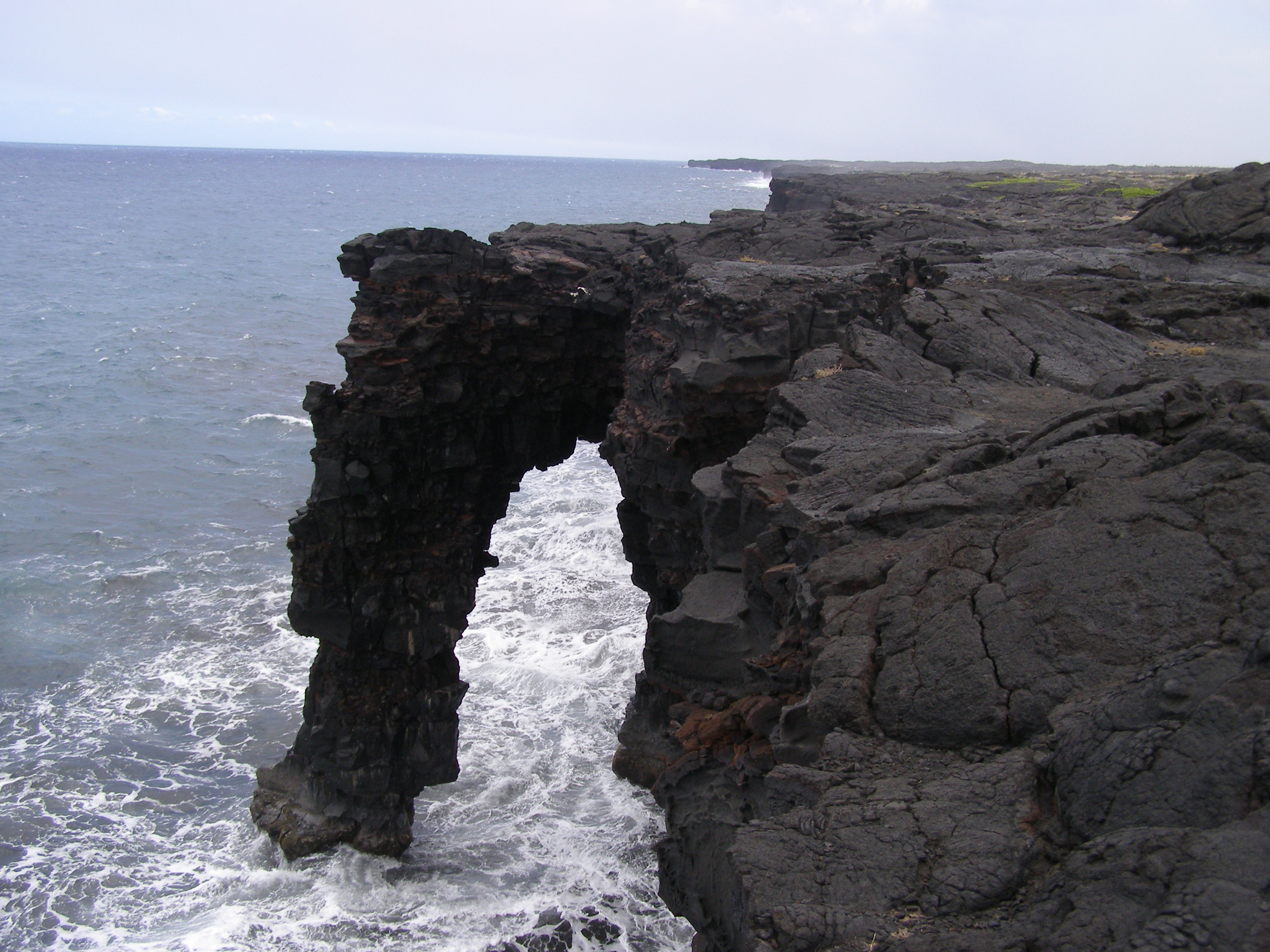

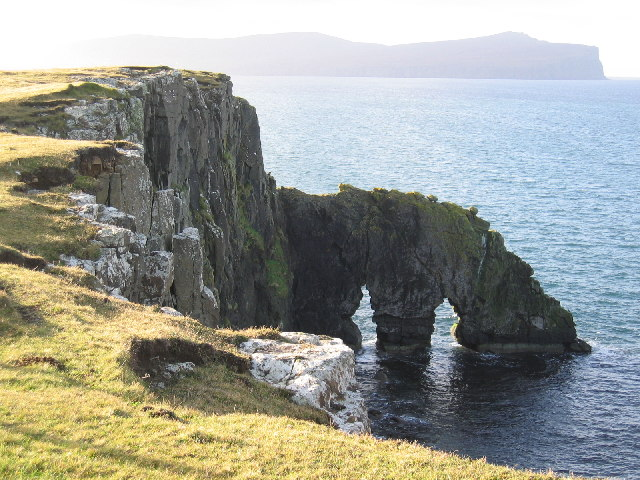

الأقواس أو الكبارى البحرية هي فجوات متقابلة محفورة في الجروف البحرية بصورة متقابلة، بحيث تعمل على التقائها معا، ليشكلا فجوة ممتدة في الصخر، وترتبط هذه الفجوة عادة بمناطق الضعف في الصخر أما لكون هذا الصخر ذو مقاومة ضعيفة لعوامل النحت وإما لضعف في بنية طبقات الصخور نفسها كوجود الفواصل والشقوق.والتي تمتد بفتحات تحت سطح البحر، ويمكن أن يصل أرتفاعها إلي عشرات الأمتار فوق سطح البحر. ويطلق تعبير نفق بحرى حينما تكون الكبارى الطبيعية ممتدة مسافة كبيرة داخل الكتلة الصخرية .وبسبب عوامل النحت الناتجة عن أصطدام الأمواج بصخور الأقواس البحرية ثم ينهار القوس منتجا مسلة بحرية.